# 土卫五
土卫五又稱為「瑞亞」，是环绕土星运行的第二大卫星，並為太陽系中第九大的衛星。它是由法國天文學家乔瓦尼·多梅尼科·卡西尼於1672年所發現的。

## 名稱
土衛五的英語名字瑞亞（Rhea）乃源自希臘神話中十二泰坦巨神之一瑞亞（眾神之母）。
卡西尼稱呼了他所發現的4顆土星衛星（土衛三、土衛四、土衛五、土衛八）為路易之星（Sidera Lodoicea）來紀念路易十四世。而天文學家則根據習慣將它們稱乎為土衛一至土衛五。在土衛一與土衛二於1789年被發現後，編號延伸到土衛七。
天文學家約翰·弗里德里希·威廉·赫歇爾（威廉·赫歇爾的兒子，也是土衛一與土衛二的發現人）後來在《好望角觀測結果》（Results of Astronomical Observations made at the Cape of Good Hope）中建議這7顆衛星應該以泰坦神族來命名，後來這項建議被正式採用。

## 物理特徵

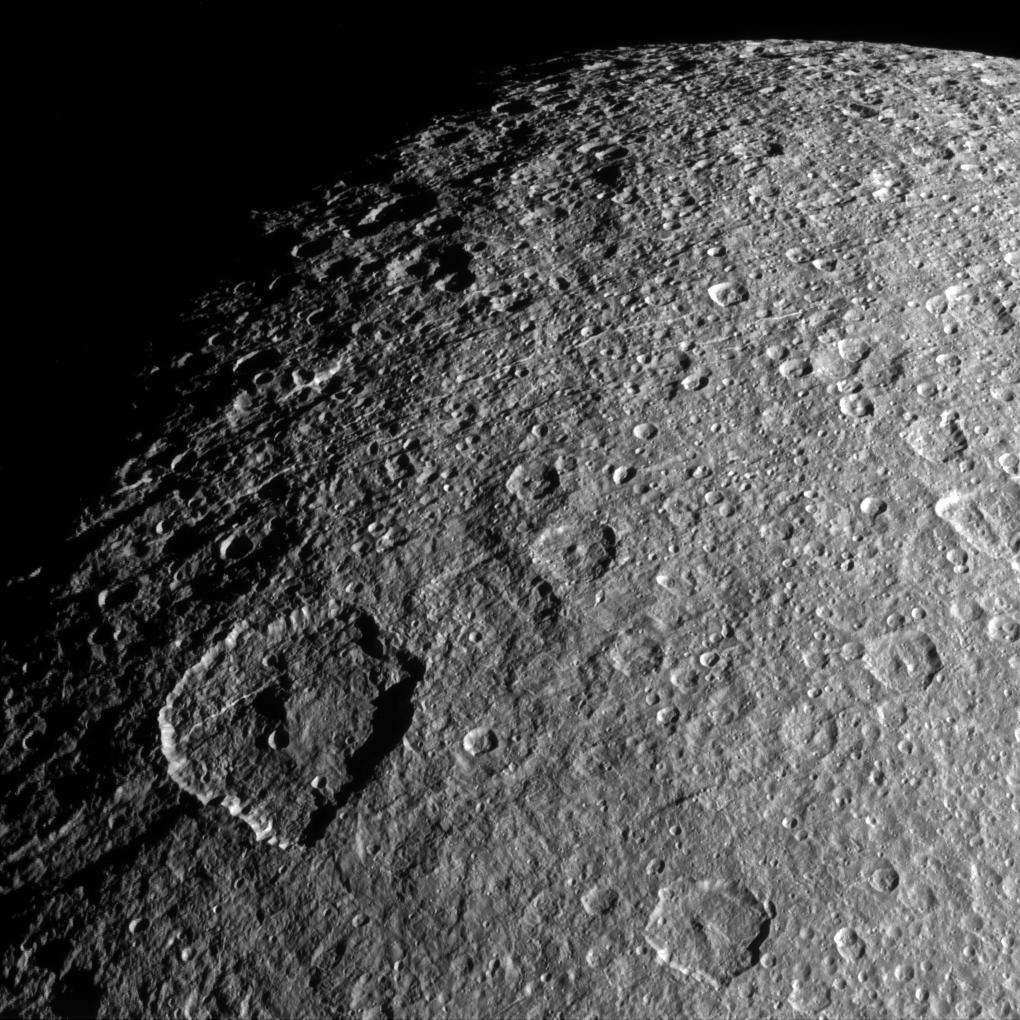
土衛五的表面特徵。

土衛五由冰所構成，密度約為1.233 g/cm³。這樣低的密度顯示它是由25%的岩石（密度3.250 g/cm³）與75%的水冰（密度1.000 g/cm³）所組成的。雖然土衛五是太陽系第9大衛星，不過它的質量只能排在第10位。早期天文學家估計它擁有岩石的核心。然而卡西尼號近距離探測的結果顯示它的軸轉動慣量係數為 0.4 kg·m²，這樣的數據表明土衛五的內部幾乎都是一樣的物質，因為岩質核心的存在會使質量慣性矩落在3.4左右。土衛五的三維模型也跟流體靜力平衡天體一致。
土衛五的特徵有些類似土衛四，這顯示它們可能有類似組成與歷史。土衛五受到日照地區的溫度為开氏99度（攝氏−174度），而陰影地區的溫度則介於攝氏−200度與攝氏−220度之間。
土衛五的表面有明顯的坑洞與明亮的細微特徵。它的表面根據坑洞密度可以被分成2個不同的地理區域，第一個地區包括直徑在40公里以上的坑洞，而第二個地區則相反，並位在極區與赤道地區。這也顯示在土衛五形成的過程中曾經發生大規模的重組事件。
主要的半球受到嚴重的撞擊，並且非常明亮。就像木衛四上的坑洞一樣，土衛五的坑洞缺乏在月球與水星上可以觀測到的明顯特徵。在另一個半球上可以見到明亮的網絡出現在黑色的地表上，少數坑洞也可以被辨識出來。這些明亮的區域曾被認為是在土衛五早期從冰火山所噴發出來的物質。不過最近對於土衛四的觀測顯示，散布地表的明亮條紋其實是冰構成的懸崖，於是天文學家推測土衛五上的條紋也是由冰組成的懸崖。
卡西尼號在2006年1月17日近距離飛越土衛五，並拍設一系列高解析度的照片。雖然科學分析仍然在進行中，不過這些照片顯示土衛五表面的條紋類似土衛四的條紋結構，其實是冰懸崖。

## 大气
美国国家航空航天局于2010年11月27日宣布一项重要发现：土卫五上稀薄的散逸层的主要成分为氧气和二氧化碳，两者的比例约为5比2。这一散逸层的表面密度为每立方厘米约有106个分子。这是首次在地球以外的星球上发现存在以氧气为主的大气，尽管与地球相比非常之稀薄。该发现暗示，在整个太阳系中，甚至整个宇宙中，涉及氧原子的复杂化合物很可能是普遍存在的。

## 環系統
美國太空總署在2008年3月6日宣布土衛五可能擁有一個稀薄的環帶，這也是人類首次在衛星發現環帶系統。這個環帶系統的存在是因為卡西尼號發現土星的磁場在土衛五附近有高能量的電子流所推論出來的。塵土與碎石延伸至土衛五的希爾球區域，不過在靠近土衛五的附近更加稠密，顯示土衛五可能擁有3條密度較高的細環帶。

## 探測
卡西尼號在近距離內拍攝一些土衛五的照片，其中最接近的一張是在2005年11月26日所攝的，距離僅500公里。另外一次近距離飛越則是在2007年8月30日，距離為5,750公里。而在卡西尼延伸任務中則計畫在2010年3月2日從100公里的距離掠過土衛五。

## 圖片

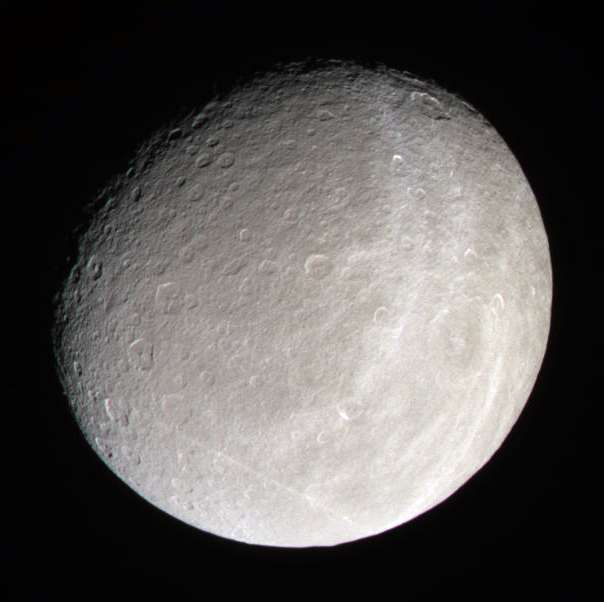
卡西尼號所拍下的土卫五彩色圖像
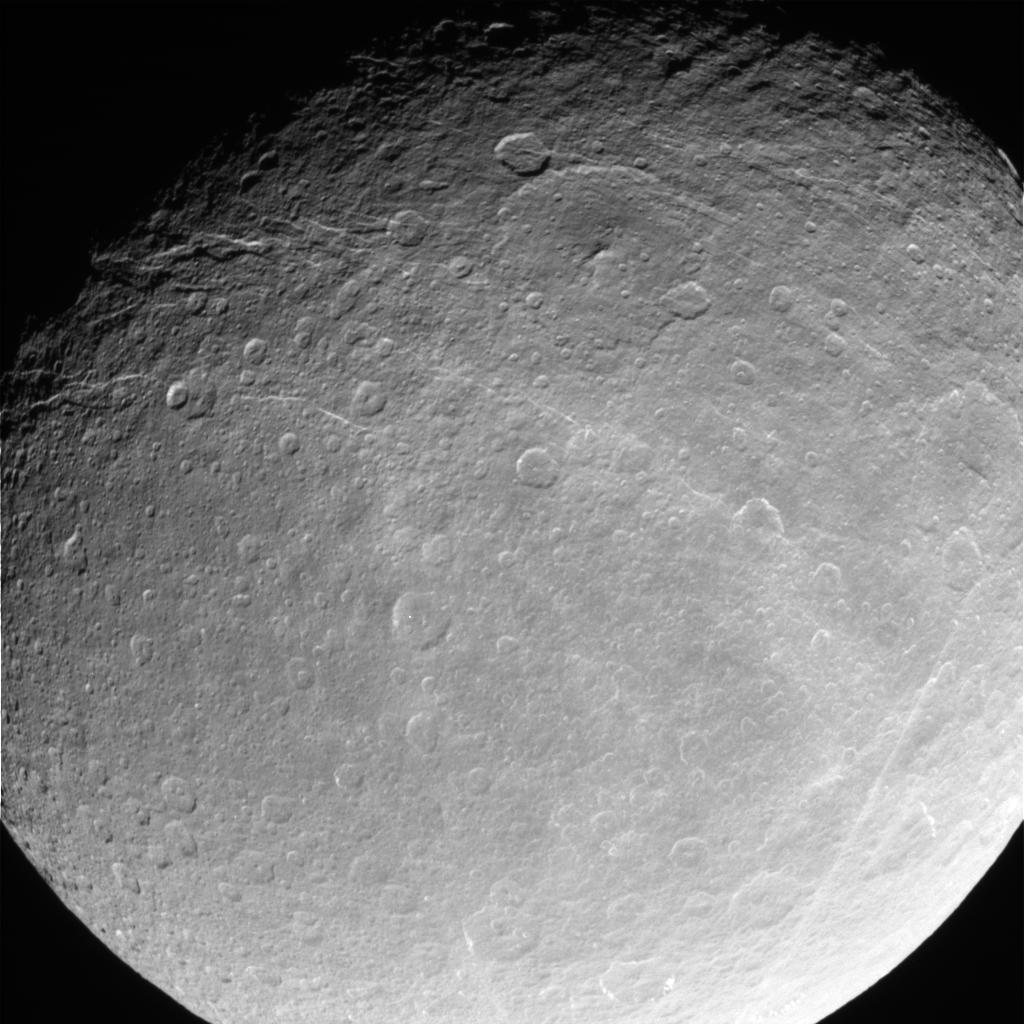
纖細的土卫五圖像，顯示星球上的冰崖地形
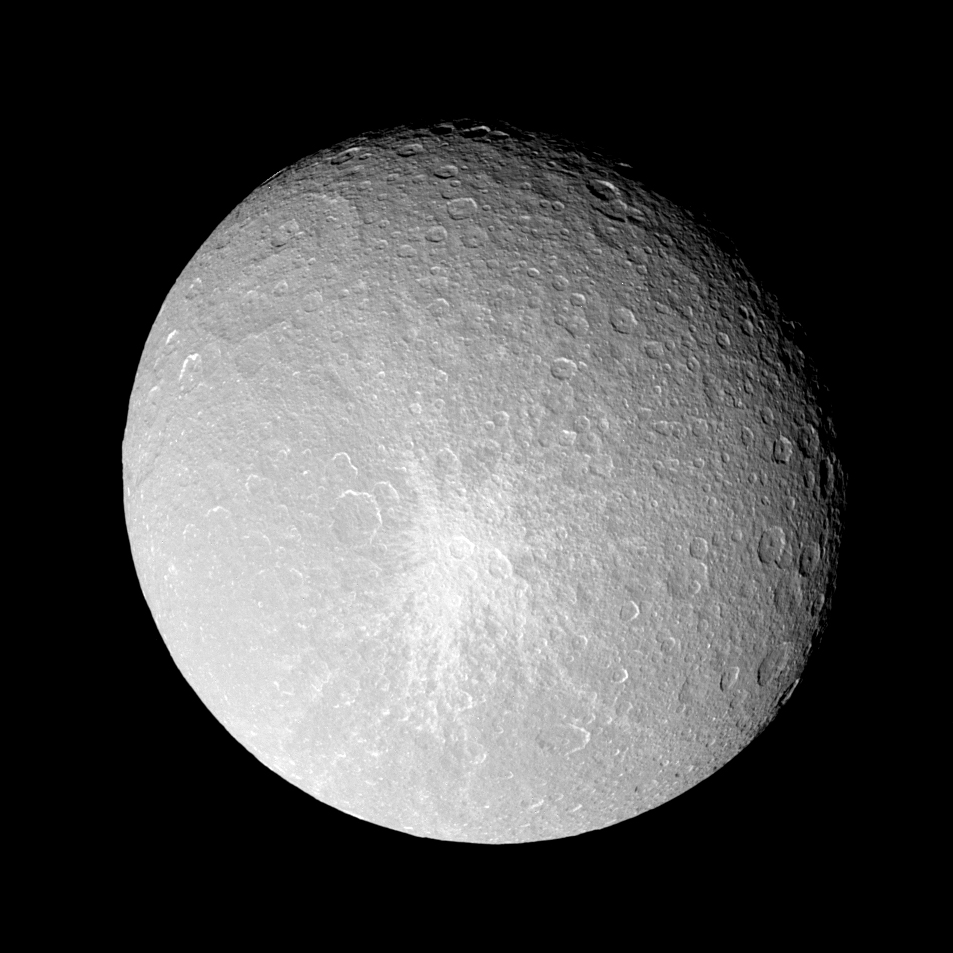
土卫五前半球的視圖，中央部分為Inktomi隕石坑及其中心下方的射紋系統；左上角為蒂拉瓦撞擊坑
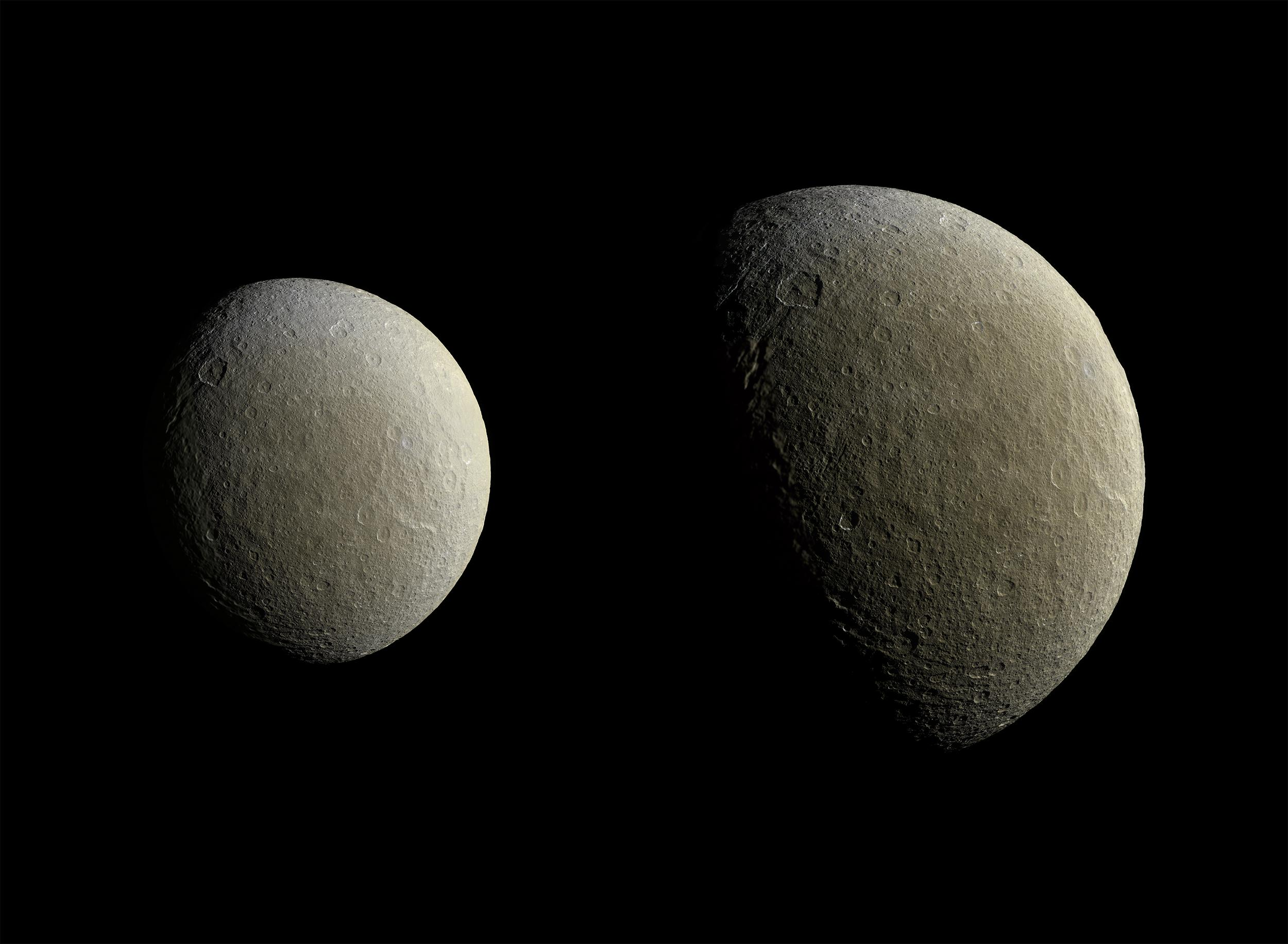
卡西尼號於2015年2月9日 拍攝的土卫五彩色照片
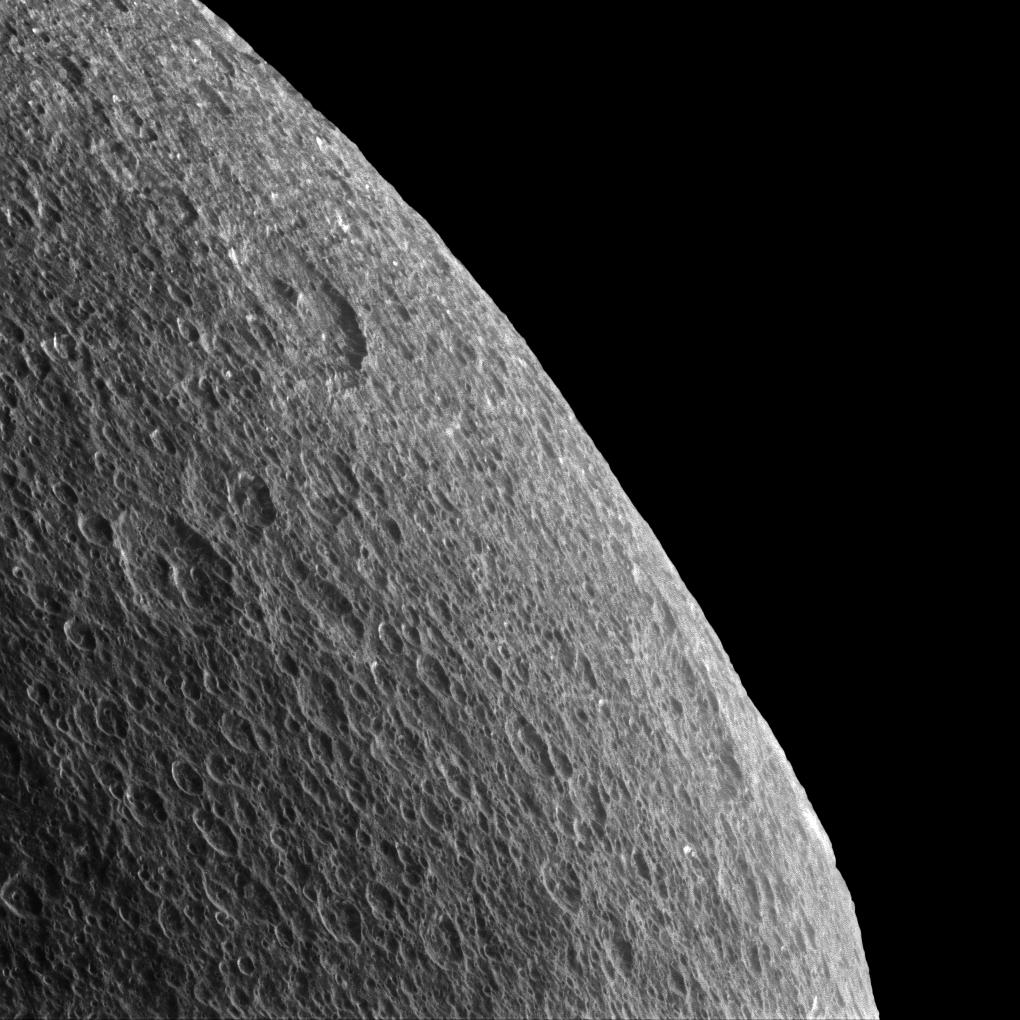
2015年2月10日看到的土卫五地平線

## 外部連結
- Rhea Profile at NASA's Solar System Exploration site
- The Planetary Society: Rhea
- Cassini images of Rhea （页面存档备份，存于）
- Images of Rhea at JPL's Planetary Photojournal （页面存档备份，存于）
- Movie of Rhea's rotation from the National Oceanic and Atmospheric Administration site
- Rhea global （页面存档备份，存于） and polar （页面存档备份，存于） basemaps (March 2012) from Cassini images
- Rhea altlas （页面存档备份，存于） (released December 2010) from Cassini images
- Rhea nomenclature （页面存档备份，存于） and Rhea map with feature names （页面存档备份，存于） from the USGS planetary nomenclature page （页面存档备份，存于）
- Google Rhea 3D （页面存档备份，存于）, interactive map of the moon
- Saturn's moon Rhea has thin atmosphere （页面存档备份，存于）